# Utaetus buccatus
L'uteto (Utaetus buccatus) è un mammifero xenartro estinto, appartenente ai cingolati. Visse nell'Eocene inferiore (circa 50 milioni di anni fa) e i suoi resti fossili sono stati ritrovati in Sudamerica.

## Descrizione
Questo animale, lungo circa un metro, doveva essere molto simile a un armadillo. In particolare, l'aspetto doveva richiamare quello dell'attuale Euphractus, e possedeva già le tipiche articolazioni xenartrali ben sviluppate sulle vertebre. Tra le altre caratteristiche in comune con gli attuali armadilli, Utaetus possedeva una connessione ossea tra l'ischio e il sacro (a tutti gli effetti questa struttura era costituita da vertebre caudali note come pseudosacrali) e denti cilindrici a crescita continua simili a scalpelli, con usura nella parte occlusale. Vi erano dieci denti inferiori su ogni lato della mandibola; i primi due erano molto più piccoli e sono stati interpretati come incisivi. Al contrario degli armadilli successivi, tuttavia, Utaetus possedeva ancora smalto presente in misura varia sulle superfici linguali e buccali dei denti, e le vertebre cervicali erano separate (e non co-ossificate). Lo scheletro mostra che questo animale era adatto a scavare, come testimoniato dalla presenza di un grande acromion sulla scapola e di un olecrano prominente sull'ulna. Il margine posteriore della scapola era ispessito, e formava una spina secondaria incipiente.

## Classificazione
Il genere Utaetus venne descritto per la prima volta nel 1902 da Florentino Ameghino, sulla base di resti fossili inizialmente ritenuti risalire al Cretaceo. La specie tipo è Utaetus buccatus, nota anche per materiale cranico, ma Ameghino descrisse ulteriori specie basate su resti frammentari (U. deustus, U. lenis, U. laevus, U. laxus), ora considerate nomina dubia. Utaetus è considerato un membro primitivo dei dasipodidi, la famiglia che comprende i moderni armadilli e i loro parenti estinti. In particolare, Utaetus e i suoi stretti parenti (come Parutaetus) potrebbero essere strettamente imparentati con l'attuale genere Euphractus. Il nome Utaetus è un anagramma di Eutatus, un altro armadillo estinto.